# Cetate község
Cetate (románul: Cetate, a szó jelentése: vár) község (nem egy település, hanem közigazgatási egység) Romániában, Erdélyben, Beszterce-Naszód megyében. Központja Felsőszászújfalu.

## Fekvése
A Mezőségben, Besztercétől 10 km-re délkeletre található. Három település, Felsőszászújfalu, Óvárhely és Petres tartozik hozzá.

## Története
1850-ben 4581 lakosából 1179 fő román volt. 1910-ben 5235 lakosából 2043 román, 68 magyar, 2630 német volt.
A 2002-es népszámláláskor 5179 lakosából 4440 fő román, 18 magyar, 8 pedig német volt.
2002-ben kivált belőle Kisdemeter község.

## Látnivalók, turizmus
A község területén áthalad a 2018-ban létrehozott Via Transilvanica hosszútávú turistaút Felföld (Ținutul de Sus) nevű szakasza.